# Podwojenie spółgłoski nagłosowej
Podwojenie spółgłoski nagłosowej (fiń. loppukahdennus, rajageminaatio lub jäännöslopuke) – zjawisko fonetyczne w języku fińskim polegające na podwajaniu spółgłoski następnego wyrazu w ściśle zdefiniowanych warunkach. Powstało wskutek zaniku spółgłosek wygłosowych w niektórych formach gramatycznych. Zjawisko jest niezaznaczane w piśmie i stanowi praktycznie jedyne odstępstwo od czytania dokładnie w ten sposób, w jaki tekst jest napisany.

## Pochodzenie
W niektórych typach słów i formach w wygłosie (na końcu słów) istniały spółgłoski -h lub k, które w miarę rozwoju języka zanikły. Przykładowo w trybie rozkazującym liczby pojedynczej słowa kończyły się na -k: *annak, *otak. Obecnie obecność zaginionej spółgłoski w poprawnej wymowie manifestuje się podwojeniem początkowej spółgłoski następnego słowa:
- ole hyvä /oleh hyvä/ – proszę bardzo
- mene pois /menep pois/ – idź stąd
- painu vittuun /painuv vittuun/ – spieprzaj

Jeśli następny wyraz zaczyna się od samogłoski, występuje niewielkie zwarcie krtaniowe:
- anna anteeksi /annaʔanteeksi/ – daj się przeprosić
- mene ulos /meneʔulos/ – idź na dwór

## Zasady stosowania
Zjawisko geminacji stosuje się:
1. między częściami wyrazu złożonego, np. kone(k)kauppa – sklep komputerowy
2. między wyrazem a przyrostkiem, np. kone(k)kin – komputer też
3. między wyrazami, np. kone (p)pois – komputer precz

Powyższych zmian nie zaznacza się w piśmie. Były próby zaznaczania geminacji, ale żadna z nich nie przyjęła się. Zjawisko występuje również w słowach złożonych na pograniczu słów składowych, np. osoitekirja /osoitekkirja – książka adresowa/. Mimo że przeobrażeniu ulega głoska początkowa następnego wyrazu (morfemu), za zjawisko odpowiedzialny jest zanik dźwięku w słowie poprzedzającym, stąd zjawisko nosi fińską nazwę "podwojenie końcowe" (loppukahdennus). Zjawisko może w pewnych warunkach, choć rzadko, być cechą dystynktywną, czyli wpływać na rozumienie słów. 
Zjawisko występuje wyłącznie, jeśli słowa, na pograniczu których występuje podwojenie, są wymawiane razem. Jeśli pojawia się między nimi przerwa, podwojenia nie stosuje się. Zjawisko nie występuje również w kilku dialektach południowo-wschodnich.

## Występowanie
1. W rzeczownikach, które w mianowniku kończą się na -e: osoite on  – /osoiteʔon/ – adres jest[6][9]
2. w przysłówkach zakończonych na -sti: varmasti (t)tämä – na pewno ten[6]
3. w przypadku allatyw, zakończonym zawsze na -lle: Miko antoi tuolle (p)pienelle (t)tytölle (r)rahaa – Michał dał tamtej małej dziewczynce pieniądze[6]
4. W bezokolicznikach podstawowych (zwanych inaczej pierwszym bezokolicznikiem w formie krótkiej)" puhua (s)suomea – mówić po fińsku[6]
5. W trybie rozkazującym liczby pojedynczej zarówno w formie twierdzącej jak i przeczącej: osta (p)perunat – kup ziemniaki, älä tule (t)tänne – nie podchodź[6]
6. W czasie teraźniejszym w formie przeczącej: Minä en puhu (v)venäjää – nie mówię po rosyjsku[6]
7. W sufiksach takich jak: -han/hän, -kin, -ko/kö, -pä/pa[6]